# ホンダ・ターボチャージャー・インディV8エンジン
ホンダ・ターボチャージャー・インディV8エンジン（Honda turbocharged Indy V8）は、1986年・1987年及び1994年から2002年までCART用に設計・開発・製造したシングルターボ付き2.65 L V型8気筒レシプロエンジンである。

## 背景

### ブラバム・ホンダ
ジャック・ブラバムとホンダとの長年にわたる関係の結果、ジャッドはロン・トーラナック率いるラルトチームと協力して、ホンダのF2復帰用のエンジン（ホンダ・RA260E）を開発するために雇われた。
1984年末にF2が消滅した後も、ジャッドはホンダに新エンジンの開発を続けた。最初は、ホンダのCART参戦用に作られたターボチャージャー付きV8エンジンのジャッド・AVで、1986年半ばにギャレス・レーシングの所属ドライバー・ジェフ・ブラバムによってCARTで初めて使用された。当初はブラバム・ホンダのバッジが付けられ、第10戦（ミシガン）で4位入賞。1987年にインディアナポリス500で初めて使用されると、第10戦（ポコノ）と第11戦（ロード・アメリカ）で2位、最終戦（マイアミ）で3位に入った。
500マイルレースにおいて、信頼性と優れた燃費で知られるようになったが、当時の最高峰エンジンであるイルモア・シボレーと比べるとパワーでは劣っていた。
1988年、ボビー・レイホール擁するトゥルースポーツが主要チームとして引き継ぎ、シーズン中にエンジンから「ホンダ」の名称が削除された。
本エンジンは後に自然吸気化され、F3000参戦用のエンジン（ジャッド・BV→ホンダ・RA386E→無限・MF308）のベースとなった。

### HPD
1992年限りでホンダ（ホンダF1）がフォーミュラ1（F1）から撤退するのと入れ替わるように、ホンダは1994年よりCARTへのワークスエンジン供給を開始。エンジンの開発・製造拠点としてホンダ・パフォーマンス・ディベロップメント（HPD、現在のホンダ・レーシング USA）が設立され、日本からも田辺豊治らのエンジニアがHPDに派遣され開発に関わった。HPDがインディカー・シリーズ（IRL）に供給先を変更することに伴い、2002年限りでCARTへの供給は終了した。

## 搭載車

### ブラバム・ホンダ時代
- ローラ・T86/00[7]
- マーチ・87C

### HPD時代
- ローラ・T94/00[8]
- レイナード・95I[9][10]
- レイナード・96I
- ローラ・T96/00
- レイナード・97I
- ローラ・T97/00
- レイナード・98I
- レイナード・99I[11]
- レイナード・2KI
- レイナード・01I
- レイナード・02I
- ローラ・B02/00[12][13]